# Rivière Le Boulé
Pour les articles homonymes, voir Boulé.
La rivière Le Boulé est un affluent de la rive est de la rivière du Diable, coulant dans les municipalités de Val-des-Lacs et de Lac-Supérieur, dans la municipalité régionale de comté (MRC) Les Laurentides, dans la région administrative des Laurentides, au Québec, au Canada.
Ce cours d’eau coule entièrement en zone forestière, sauf dans le segment inférieur où la villégiature s’est développée.
La surface de la rivière Le Boulé est généralement gelée de la mi-décembre jusqu’en fin mars. Historiquement, la foresterie et la villégiature ont été les activités dominantes de ce bassin versant. Cette petite vallée est desservie par le chemin du Lac-Quenouille qui longe la rivière Le Boulé par le côté nord ; ce chemin passe sur les rives est et sud du lac aux Quenouilles.

## Géographie
La rivière Le Boulé prend sa source à l’embouchure du lac Allen (longueur : 2,0 km ; altitude : 538 m) dans la municipalité de Lac-Supérieur.
L’embouchure du lac Allen est située à 36 km au nord-est du centre-ville de Saint-Jovite, à 27,7 km au nord-est de la confluence de la rivière Le Boulé et à 26,7 km à l'est du centre du village de La Macaza.
À partir de l’embouchure du lac Allen, la rivière Le Boulé coule sur 40,5 km, selon les segments suivants :
- 7,8 km vers le sud-ouest dans Lac-Supérieur, jusqu’à la décharge (venant du nord-ouest) des Lacs Poisson, Racine et de la Fourche ;
- 7,6 km vers le sud en recueillant la décharge (venant du nord-ouest) du lac Bagsly, jusqu’à la limite de la municipalité de Val-des-Lacs ;
- 5,9 km vers le sud dans le canton d’Archambault, dans le Parc national du Mont-Tremblant, jusqu’à la limite de Lac-Supérieur ;
- 1,2 km vers le sud, jusqu’au Crique Desjardins (venant du nord-est) ;
- 1,6 km vers le sud, jusqu’à la limite de Val-des-Lacs ;
- 1,6 km vers le sud dans Val-des-Lacs, jusqu’au la limite de Lac-Supérieur ;
- 5,9 km vers le sud dans Val-des-Lacs, jusqu’à la décharge (venant du nord-ouest) du lac Supérieur ;
- 1,4 km vers le sud-est, jusqu’à la confluence de la rivière Archambault (venant de l’est) ;
- 1,9 km vers le sud-est, jusqu’au chemin du Nordet ;
- 5,6 km vers le sud-ouest, en traversant quelques chutes jusqu’à la confluence de la rivière[2].

La rivière Le Boulé se déverse dans un coude de rivière sur la rive sud-est de la rivière du Diable. Cette confluence est localisée du côté sud-est du Parc national du Mont-Tremblant et sur la limite entre Saint-Jovite et Lac-Supérieur. Plus spécifiquement, cette confluence est située à :
- 15,8 km au nord-est de la confluence de la rivière du Diable ;
- 27,1 km au nord-ouest du centre-ville de Val-David ;
- 5,7 km au sud-est du centre-ville de Mont-Tremblant.

## Toponymie
Au XXe siècle, plusieurs variantes toponymique de ce cours d’eau ont été colligées : Rivière Boule (1901 et 1914), Rivière du Brûlé (1923), Rivière Bride (1949) et Rivière Bully (1963). Selon le géographe Camille Laverdière, cette dernière forme s’avère la plus ancienne. Il indique que le cours rugueux, impraticable et difficile pour le flottage du bois lui a valu le nom anglais de Bully, signifiant bravache, brimeur ou fendant. Les bûcherons francophones auraient changé la graphie du terme Boulé pour l’adapter au français. Le toponyme Le Boulé est en usage depuis la fin du XIXe siècle, époque du début de l'exploitation forestière dans le secteur. Le terme original Bully  peut aussi signifier fier-à-bras, considérant la grande force physique requise aux draveurs qui s’engageaient alors à des tâches ardues sur cette rivière difficile pour le transport du bois par flottaison.
Des recherches toponymiques plus récentes signalent d’autres désignations à ce cours d’eau : Rivière Archambault, Rivière au Diable et Rivière de la Boule. En somme, les désignations de certains cours d’eau du secteur s’entremêlaient.
Le toponyme rivière Le Boulé a été officialisé le 5 décembre 1968 à la Commission de toponymie du Québec.